# Гранатове дерево
Грана́т, або гранатове дерево, або гранатник (Punica), — рід чагарників та невеликих дерев підродини гранатових (Punicaceae) родини плакунових (Lythraceae) . Плід має назву гранат.

## Етимологія
Слово гранат походить, мабуть, через німецьке посередництво (нім. Granatapfel, сер.-в.-нім. granat) від лат. (malum) granatum («яблуко зернисте»).

## Походження
Ботанічною батьківщиною гранатового дерева вважають Іран (Персію) та землі Закавказзя. Гранат і досі росте там у дикому стані. З сивої давнини гранатові дерева вирощували в країнах Середземномор'я, у Криму, в Середній Азії. Окрім цих районів, гранатові дерева акліматизовані в країнах Центральної Америки.

## Географічне поширення та походження
Існує 2 види — гранат звичайний (Punica granatum) та гранат протопуніка (Punica protopunica) — ендемік острова Сокотра в Індійському океані, який має рожеві квітки та не такі солодкі плоди.
У культурі лише гранат звичайний. Останнім часом культура граната поширена по всій земній кулі в тропіках та субтропіках широкою смугою від 41 ° південної широти до 41 ° північної широти. Його вирощують в Афганістані, країнах Близького Сходу, Ірані, Іспанії, Італії, Греції, на Кавказі (в Азербайджані, Вірменії та Грузії), в Україні — у Криму, також в Португалії, Таджикистані, Узбекистані, Франції, країнах колишньої Югославії. У Росії гранат культивують у районі Сочі і на території Південного Дагестану.
Рід Punica L. виник у дуже віддалені геологічні часи: кінець крейдяного періоду та початок третинного.

## Біологічні властивості
Гранат — невелике дерево з розлогою кроною та темно-зеленим листям. Квітки червоні та яскраво виділяються на зеленому тлі. Квітки і плоди співіснують на одному дереві, позаяк період квіткування розтягнутий.
Рослина світлолюбна, потребує яскравого освітлення. За нестачі світла гранат не цвіте. Плід — кулястий, вкритий шкіряною оболонкою різного забарвлення, на верхівці залишок квітки. Кулька плоду розділена всередині на 6-12 гнізд з численним насінням у гранчастій червонуватій м'якоті.
Штучно виведені гібриди з білою м'якоттю взагалі без насіння й з різним ароматом.

## Застосування
Гранатовий сік корисний при недокрів'ї, відвар шкірки застосовують при лікуванні опіків шкіри та розладах шлунку.
М'якоть плода використовують для приготування салатів, гарнірів, різноманітних соусів до страв із риби та м'яса, тонізуючих напоїв. Плоди містять багато цукру, танін, вітамін С.

## Гранат на підвіконні та в зимових садах
Незважаючи на вимоги до яскравого освітлення, дерева граната вирощують і на підвіконні, і в зимових садах. Узимку рослина потребує додаткового освітлення, а також підживлення добривами.

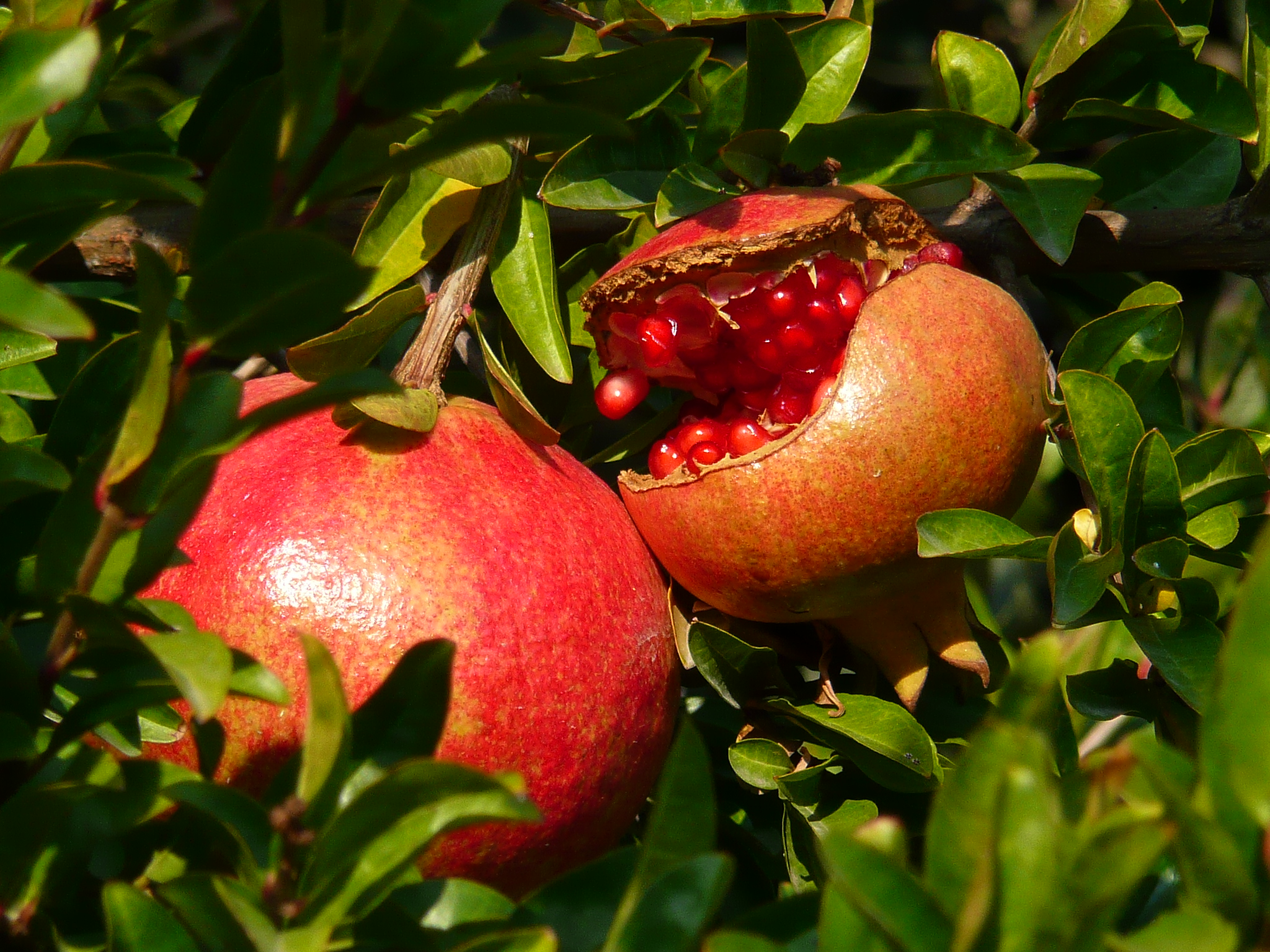
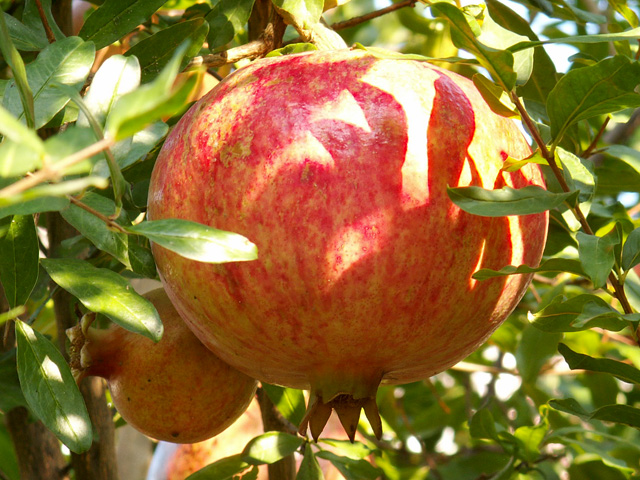
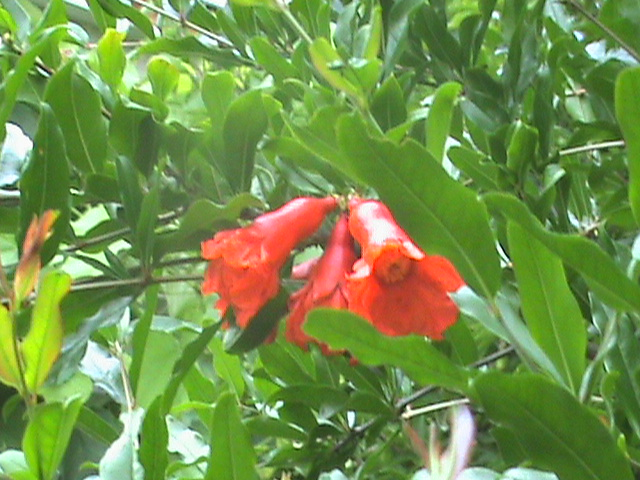
Цвіт гранатового дерева
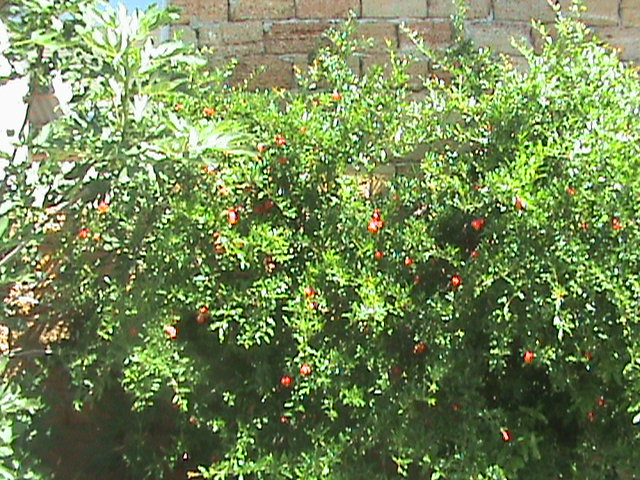
Гранатове дерево, Крим
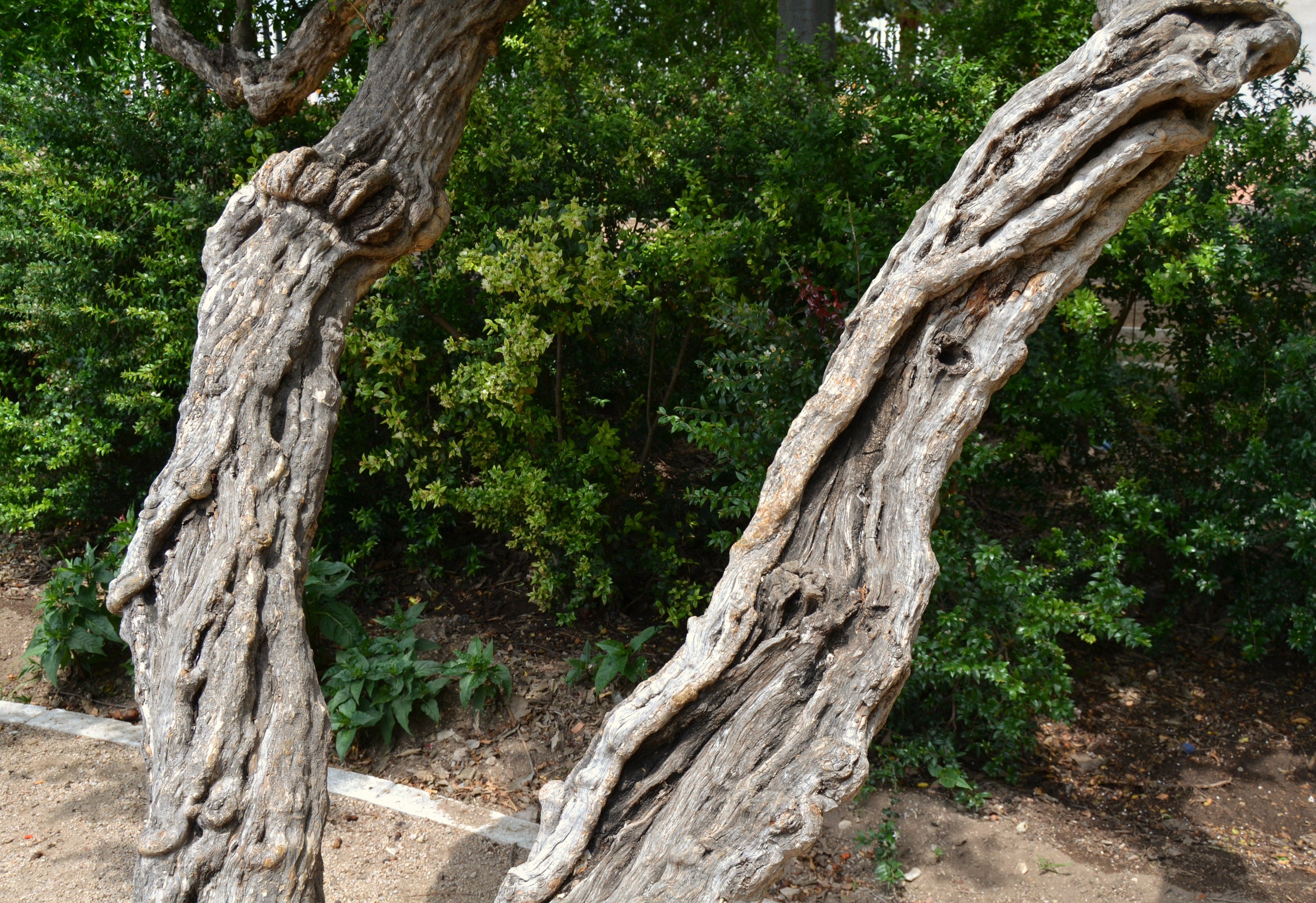
Стовбури гранатових дерев, Валенсія, парк де Марксаленес

## Гранат у Карпатах
Поблизу закарпатського міста Виноградів на Чорній горі є плантація граната. 2012 року було отримано перший урожай..

## Догляд за карликовим гранатом

### Освітлення
Гранатове дерево світлолюбне, йому підходить будь-яке вікно, крім північного. З весни й до осені гранатове дерево можна виставляти на свіже повітря.

### Душ для листя
У спекотні літні дні листя гранатового дерева потрібно щодня обприскувати.

### Добриво
У період вегетації гранатове дерево потрібно підгодовувати кожні 10 днів, з серпня підгодівлю припиняють. Для підгодівлі використовують органічне добриво.

### Шкідники
Нерідко карликове гранатове дерево стає жертвою павутинного кліща або щитівки. Першою ознакою ураження павутинним кліщем є біла павутина на рослині. Якщо виявлено таку проблему, потрібно терміново підвищити рівень вологості повітря. Можна рясно обприскати рослину граната з розпилювача, а потім обернути його прозорим поліетиленом і залишити так на кілька діб. Щитівку видно неозброєним оком, тому її просто збирають руками, а листя граната обробляють міцним розчином мила і спирту. Після цього гранатове дерево поміщають у місце з більш прохолодною температурою і більш високою вологістю.